# Lozoyuela-Navas-Sieteiglesias
Lozoyuela-Navas-Sieteiglesias è un comune spagnolo di 688 abitanti situato nella comunità autonoma di Madrid.